# Agroterrorismo
Agroterrorismo o terrorismo alimentario son términos que describen a todas y cada una de las acciones ofensivas llevadas a cabo en un conflicto contra los recursos agropecuarios del adversario, cuyo objetivo es causar daños a su sector alimentario y, en consecuencia, a su economía y medioambiente, afectando además su estado de ánimo y moral. Debido a que estas acciones van dirigidas principalmente a la población civil, se considera terrorismo aunque sea empleado por las fuerzas armadas de un país en el marco de un conflicto bélico.
Para referirse a los métodos o medios empleados en este tipo de guerra, se han usado términos como «armas anticultivos» (en inglés: Anticrop Biological Weapons) o «munción anticultivos».

## Definición y consideraciones
Los términos agroterrorismo y agroseguridad fueron empleados por primera vez en 1999 por la veterinaria y patóloga estadounidense Corrie Brown, experta en la patogénesis de enfermedades en animales para consumo y los riesgos de enfermedades emergentes en la industria alimentaria. Este uso del término tuvo por tanto un enfoque netamente biológico, y no sería hasta más tarde, en el marco del conflicto israelí-palestino, que se le añadiría un significado más genérico, a saber, el de la destrucción de recursos agrarios por cualquier medio, incluyendo los incendios (aunque este método ya se utilizaba mucho antes del mencionado conflicto).
Las definiciones más recientes del término incluyen una con enfoque biológico (aún mayoritario a día de hoy) y otra de enfoque más genérico:
  – El intento malicioso de interrumpir o destruir la industria agropecuaria o el sistema de suministro de alimentos de una población por medio del uso malintencionado de patógenos animales o vegetales.
  – El ataque hostil hacia un entorno agropecuario, incluyendo infraestructuras y procesos, con el fin de perjudicar sustancialmente los intereses del país o entidad atacada.

### Clasificación
En líneas generales, existen tres formas de agroterrorismo, conforme vayan dirigidas a:
- la eliminación de campos de cultivos con medios biológicos;
- la eliminación de campos de cultivos por medios incendiarios;
- la provocación de daños a la salud de las personas que consumen los cultivos afectados.

Las dos primeras formas tienen como objetivo dañar las fuentes de alimentación a través de la destrucción de la producción agraria, mientras que la tercera se enfoca en el daño a seres humanos (los consumidores). Por otra parte, la segunda forma utiliza armas incendiarias —a veces muy sencillas— para provocar incendios que pueden llegar a quemar hasta miles de hectáreas de campos de cultivos, mientras que las otras dos utilizan agentes biológicos para causar daños a los cultivos o a sus consumidores. Por consiguiente, la segunda forma se podría considerar una forma de terrorismo medioambiental, mientras que las otras dos son, de algún modo, formas de bioterrorismo, pudiendo considerarse algunas de las armas usadas a este fin armas biológicas.

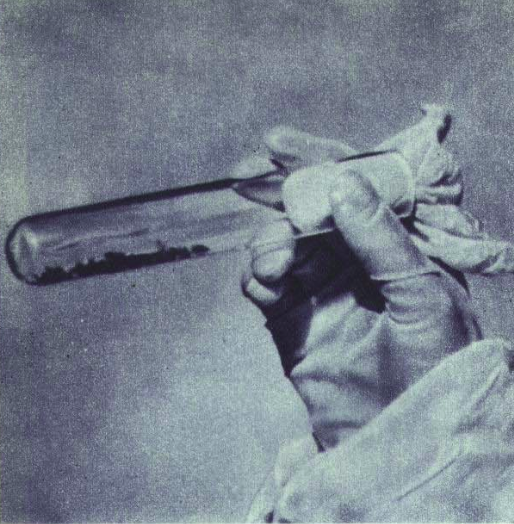
Tubo de ensayo con moscas —según la propaganda china, infectadas—, supuestamente lanzadas por Estados Unidos contra los campos de Corea del Norte durante la guerra de Corea. Sin embargo, no existen indicios de que EE. UU. experimentara con moscas en aquella época.

Aunque lo habitual cuando se habla de ataques con agentes biológicos, es referirse a patógenos dañinos o toxinas (causantes de enfermedades en cultivos y personas), en el caso de la primera forma de agroterrorismo se incluyen también los vectores entomológicos, es decir, el uso de insectos para erradicar los campos de cultivos. Según Jeffrey Lockwood, entomólogo y especialista en agroterrorismo de la Universidad de Nebraska, este método es el más fácil de emplear y el más difícil de detectar. Dado que la aparición de especies invasoras en distintos ecosistemas ha sido un problema mundial que va en aumento debido al cambio climático y factores varios, sería cada vez más difícil probar que la existencia de una plaga se debe a un ataque agroterrorista. Además, los insectos son más fáciles de manejar y menos peligrosos de tratar que los agentes microscópicos. La Universidad Clemson, una referencia a nivel nacional en Estados Unidos en el tema de bioterrorismo, considera el uso de vectores entomológicos como los más probables entre los futuros escenarios de agroterrorismo.

### Legalidad
Desde la perspectiva del derecho internacional humanitario, el agroterrorismo en cualquiera de sus variantes es considerado crimen de guerra, por tener como objetivo principal a la población civil, además de usar armas consideradas contrarias a los derechos humanos, bien las incendiarias bien las biológicas.

## Ejemplos

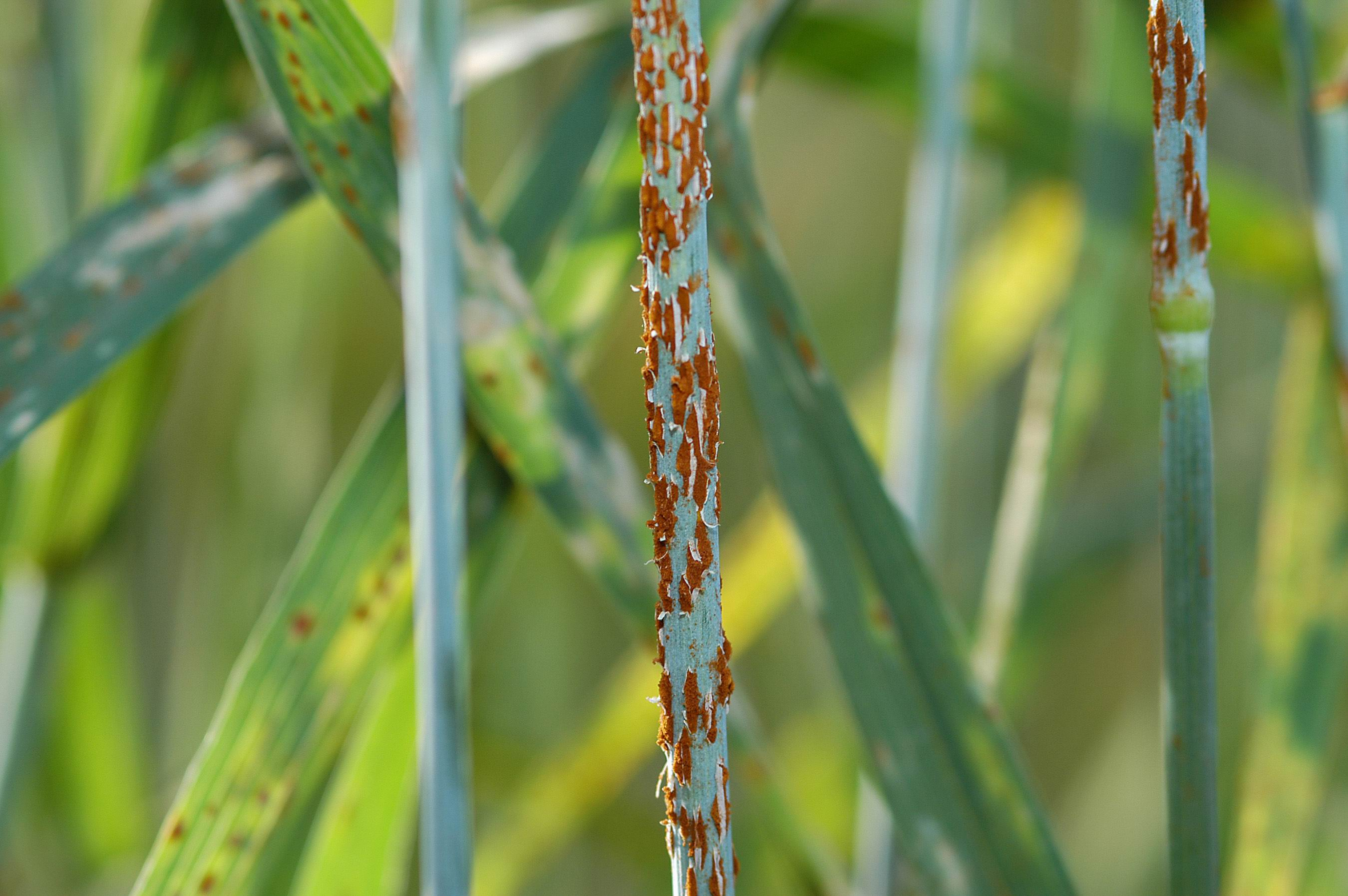
Tallos de trigo afectados por la roya negra

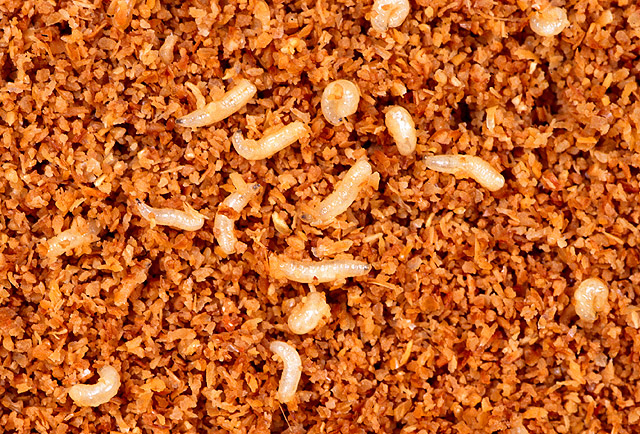
Larvas de la mosca mediterránea de la fruta

### Uso de patógenos

#### Bombas M115 y E77
La primera arma de Estados Unidos considerada arma biológica, respondiendo al por entonces incipiente concepto de guerra biológica, fue de hecho una bomba anticultivos desarrollada entre 1950 y 1954, llamada M115 o E73 (este último nombre se daba a su adaptación para ser lanzada de un globo modelo E77). Tras el final de la Segunda Guerra Mundial, se consideraron por primera vez las posibles ventajas de armas de este tipo y sus consecuencias para la población civil, que, a la luz del papel que desempeñó la ciudadanía alemana en el esfuerzo bélico alemán, se consideraba parte de cualquier futura contienda.
La M115, conocida coloquialmente como bomba de plumas, fue de hecho una adaptación de la bomba de racimo M16A1, con capacidad para diseminar un agente biológico sobre extensas áreas agrícolas, usando plumas como vector de transmisión para exterminar los cultivos en campos enemigos. Las bombas, con las plumas impregnadas del agente biológico —principalmente roya negra destinada a afectar los campos de cereales— se lanzaban desde un avión o un globo aerostático desarrollado a partir de los globos Fu-Go japoneses.
Para 1954, los agentes biológicos causantes de la roya del trigo y del centeno se habían estandarizado en cultivos de laboratorio, preparados para ser absorbidos en plumas y llenar las 4800 bombas M115 almacenadas por la Fuerza Aérea de Estados Unidos a este fin. Sin embargo, a pesar de ser operativas, más allá de las pruebas realizadas (según informes de la época, con gran éxito), estas bombas nunca llegaron a ser utilizadas sobre terreno enemigo pues nunca se dieron las condiciones para ello.

### Uso de insectos

#### Ataque de moscas en California
En 1989, se produjo una plaga en el estado de California (Estados Unidos), considerada por varios expertos hasta el día de hoy un plausible ataque agroterrorista. Ese año, una repentina invasión de la mosca mediterránea de la fruta comenzó a arrasar con las cosechas a un ritmo y densidad de infestación que dejaban a los científicos desconcertados. Análisis preliminares mostraron que los insectos no siguieron el patrón habitual para este tipo de plagas. Es cuando se empezó a especular sobre la posibilidad de que se trataba de un suceso provocado, sospechando de los grupos opositores a las políticas del gobierno local en materia de agricultura, que amenazaban con emplear tácticas de ecoterrorismo.
En los días posteriores, un grupo autodenominado «Los criadores› (The Breeders) asumió la responsabilidad del ataque como represalia por el daño ambiental causado por la fumigación de cultivos usando malatión, empleado por el estado californiano. Sin embargo, los miembros del grupo nunca fueron identificados ni se ha podido establecer con certeza que fueran responsables del suceso, que sigue sin contar con pruebas fehacientes que determinen su carácter intencionado. Jeffrey Lockwood ha usado este incidente como ejemplo de la dificultad de establecer a ciencia cierta la relación entre plagas y agroterrorismo en sucesos determinados.

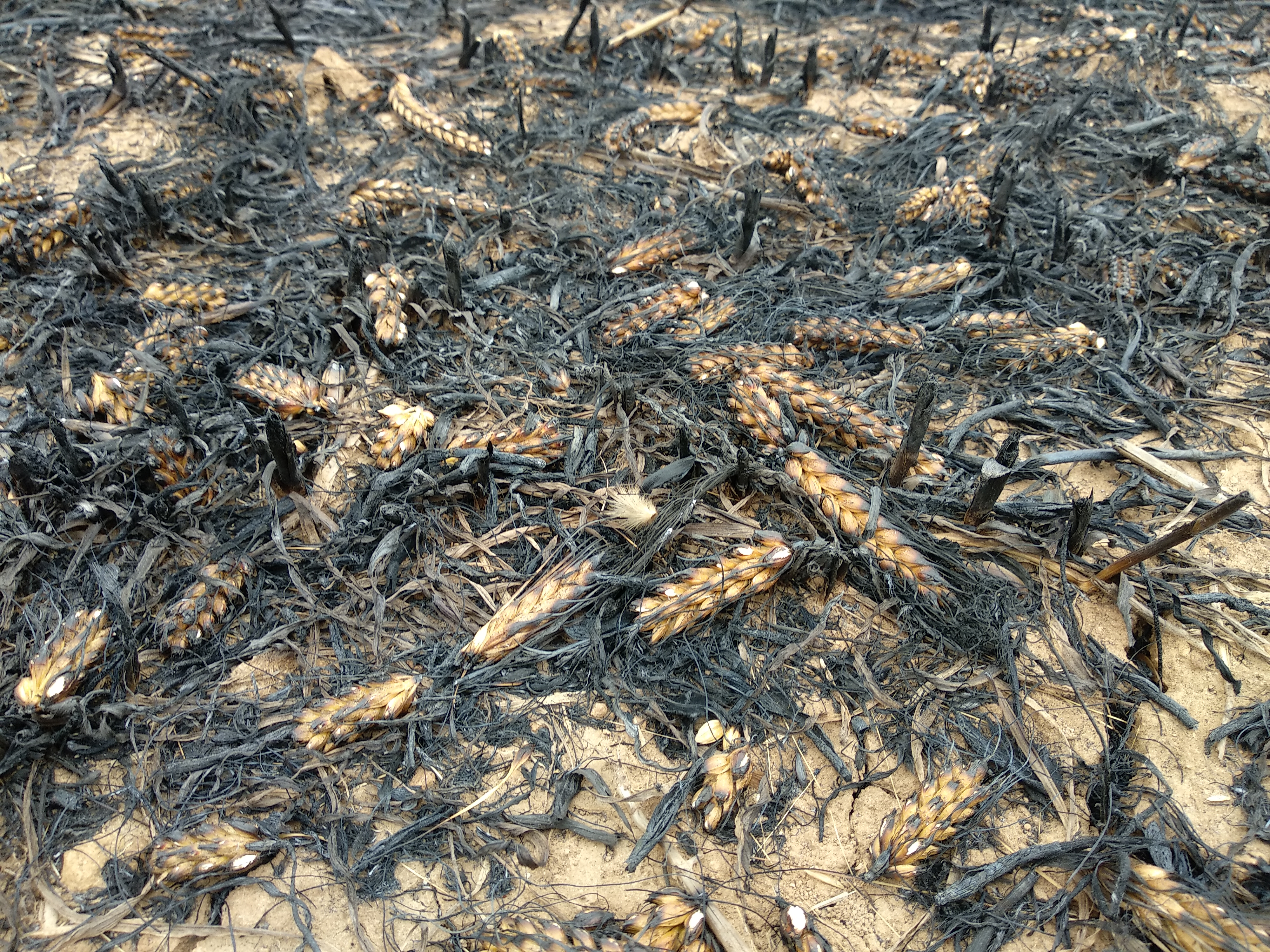
Daños causados por cometas incendiarias lanzadas desde territorios palestinos hacia Israel.

### Uso de medios incendiarios

#### Conflicto israelí-palestino
En los enfrentamientos entre Israel y los palestinos en la frontera de Gaza en 2018, las organizaciones palestinas lanzaron cometas incendiarias como medio de agroterrorismo. A partir de mayo de ese año, se han empleado sobre todo globos incendiarios para incrementar la efectividad y alcance de los ataques, tratándose esencialmente de globos de fiesta e incluso preservativos (atados en conjunto) inflados con helio.
El objetivo de ambos medios ha sido la provocación de incendios, habiendo causado daños considerables a granjas agrícolas —sobre todo de cultivos de secano—, con la quema de miles de hectáreas desde que se emplearan por primera vez.